# Nonna Nunnarella/Tu dal cielo
Nonna Nunnarella/Tu dal cielo è  singolo giri di Fred Buscaglione e i suoi Asternovas, pubblicato nel 1952.

## Tracce
Lato A
1. Nonna Nunnarella

Lato B
1. Tu dal cielo